# Lupettiana
Genre
Lupettiana est un genre d'araignées aranéomorphes de la famille des Anyphaenidae.

## Distribution
Les espèces de ce genre se rencontrent en Amérique.

## Liste des espèces
Selon World Spider Catalog (version 17.5, 28/09/2016) :
- Lupettiana bimini Brescovit, 1999
- Lupettiana eberhardi Brescovit, 1999
- Lupettiana levii Brescovit, 1999
- Lupettiana linguanea Brescovit, 1997
- Lupettiana manauara Brescovit, 1999
- Lupettiana mordax (O. Pickard-Cambridge, 1896)
- Lupettiana parvula (Banks, 1903)
- Lupettiana piedra Brescovit, 1999
- Lupettiana spinosa (Bryant, 1948)

Selon The World Spider Catalog (version 17.0, 2016) :
- †Lupettiana ligula (Wunderlich, 1988)

## Publication originale
- Brescovit, 1997 : Revisão de Anyphaeninae Bertkau a nivel de gêneros na região Neotropical (Araneae, Anyphaenidae). Revista Brasileira de Zoologia, vol. 13, suppl. 1, p. 1-187 (texte intégral).